# Tournoi international du Pas de Calais
Le Tournoi international du Pas de Calais est une importante compétition par clubs de kayak-polo européen, qui se déroule chaque année dans le Pas de Calais.
Le 12e tournoi se déroulera les 13 et 14 aout 2011 à Avion (À côté de Lens)